# Universidad de Montana

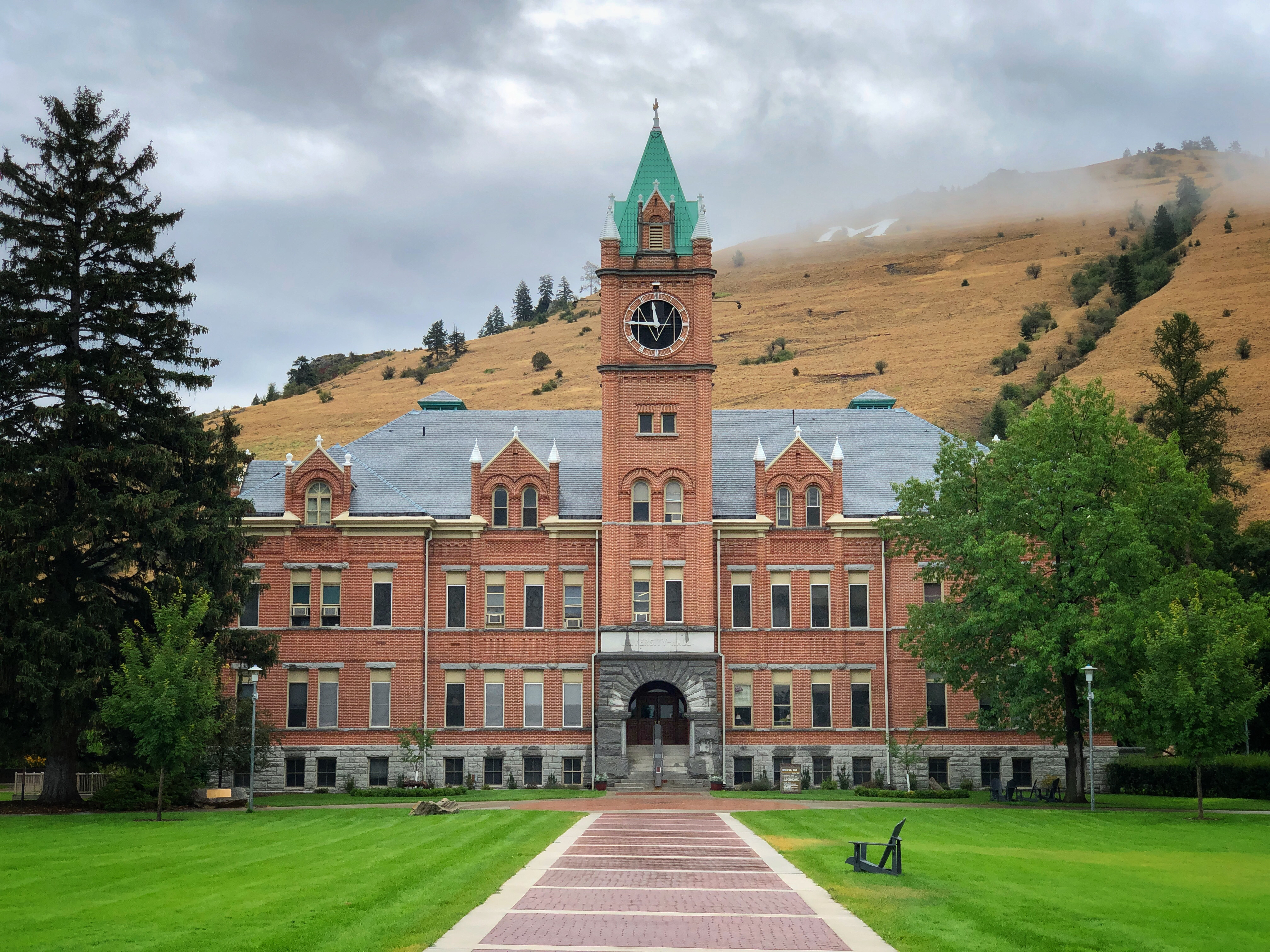
Missoula, MT — Universidad de Montana. Agosto de 2021.

La Universidad de Montana (University of Montana en inglés) es un sistema de universidades públicas en el estado de Montana (Estados Unidos) perteneciente al Sistema Universitario de Montana. También se suele denominar Universidad de Montana a la Universidad de Montana - Missoula, que es el campus más importante del sistema.
Las universidades del sistema son las siguientes:
- Universidad de Montana
  - Universidad de Montana - Missoula (campus principal, en Missoula)
  - Universidad de Montana Occidental (en Dillon)
  - Universidad de Montana - Helena College of Technology (en Helena)
  - Montana Tech (en Butte)

- Datos: Q2302336
- Multimedia: University of Montana / Q2302336